# Clayton Keller
Clayton Keller (Chesterfield, Misuri, 29 de julio de 1998), apodado Kellsy, es un jugador profesional estadounidense de hockey sobre hielo que se desempeña en la posición de extremo derecho en Utah, equipo de la National Hockey League (NHL).

## Carrera
Fue seleccionado en la primera ronda en la NHL Entry Draft de 2016. Hizo su debut profesional con el equipo Arizona Coyotes, donde lleva jugando ocho temporadas.